# ميدان القديس بطرس

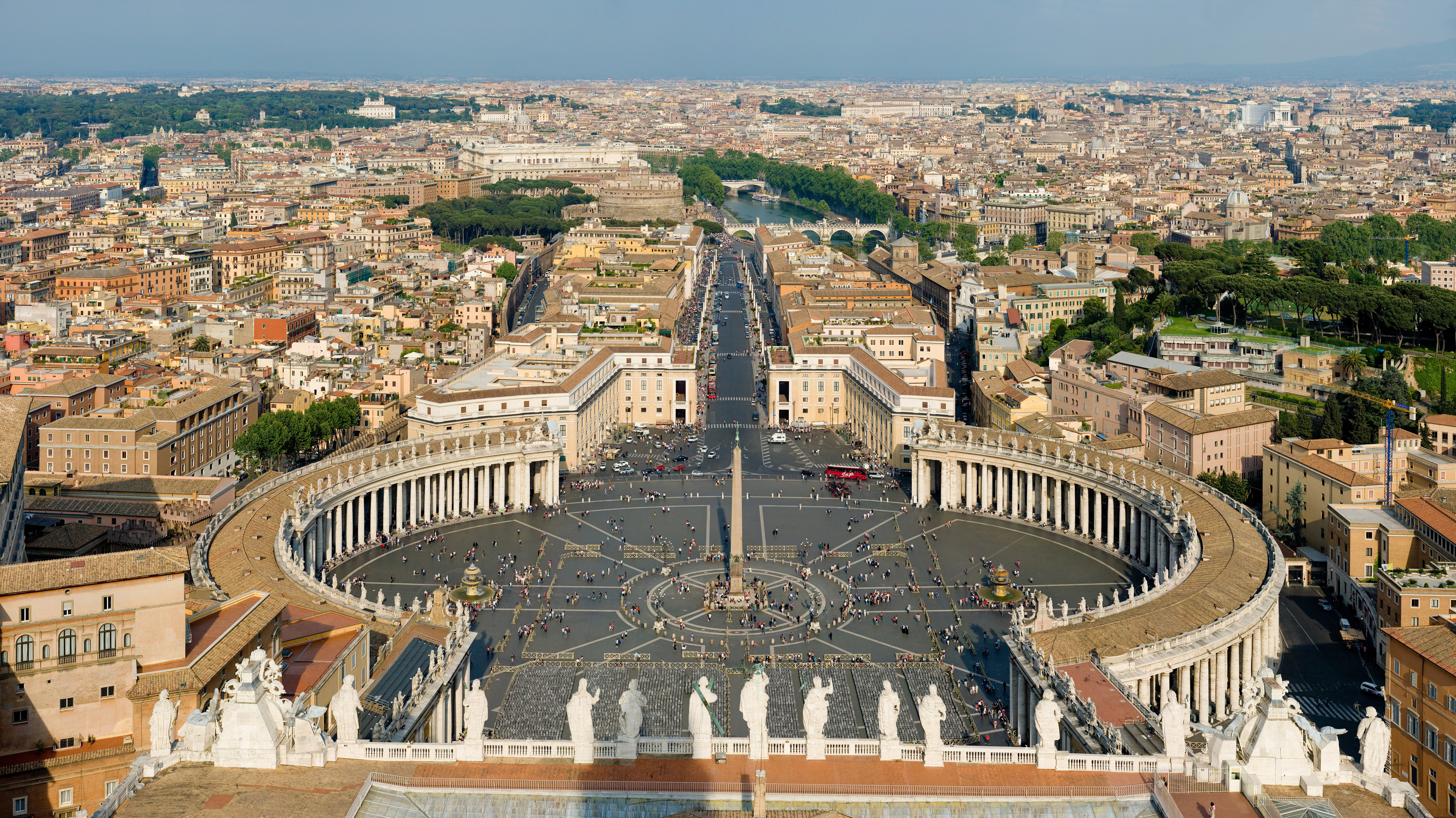

ساحة القديس بطرس، هي الساحة التي تقع أمام كاتدرائية القديس بطرس في الفاتيكان وتتسع لنحو 200.000 شخص جالسًا وتعتبر إحدى الرموز البابوية.

## الوصف
للساحة شكل بيضاوي كبير بعرض 240 مترًا، التصميم البيضاوي ينتهي بصفوف من الأعمدة المزينة التي تشكل حدود الساحة، وكان اختيار الشكل البيضاوي بمثابة يدين تضمان جميع الوافدين بطلب من البابا ألكسندر السابع، في القرن السابع عشر «رمزًا لأمومة الكنيسة التي تضم كل الأمم معًا، في حضن محب». وفي صدر الساحة تقوم واجهة كاتدرائية القديس بطرس.
صمم الساحة جان لورينزو برنيني، وكذلك الجدار المؤلف من رواق طويل بأربعة صفوف من الأعمدة الإغريقية. يحوي هذا البناء على 284 عمودًا و 88 دعامة ويقف على سطحه 96 تمثالاً لقديسين وملائكة، ويبلغ كل عمود 18.6 مترًا من الارتفاع، ويطل من خلفه على القصر الرسولي، وقاعة الاستقبالات العامة، ومجموعة مكاتب من مجامع الكوريا الرومانية.
في وسط الساحة تقوم مسلة بارتفاع 25.88 مترًا على ظهر أربعة أسود برونزية، كان الإمبراطور كاليغولا قد جاء بها من مصر ووضعها في ملعب روماني ثم نقلت إلى الساحة خلال القرن السادس عشر. في أعلى المسلة، ينتصب صليب مجوف يحوي ذخيرة من الصليب الأصلي حسب التقليد المسيحية. على جانبي المسلة هناك نافورتان للمياه بارتفاع 14 مترًا، صنع اليمين ماديرنو عام 1613 واليسرى كارلو فونتانا عام 1670، وقد تم وضع النافورتين في نقطة إن نظر المرء منها لصف الأعمدة البيضاوية وجدها رتلاً واحدًا من الأعمدة.
تنفتح الساحة على روما من خلال ميدان بيوس الثاني عشر وجادة المصالحة، في نهاية ميدان بيوس الثاني عشر. هناك فقط خط أبيض مدهون على الأرض وليشكل بموجب اتفاقية لاتران الحدود بين دولة الفاتيكان وإيطاليا.

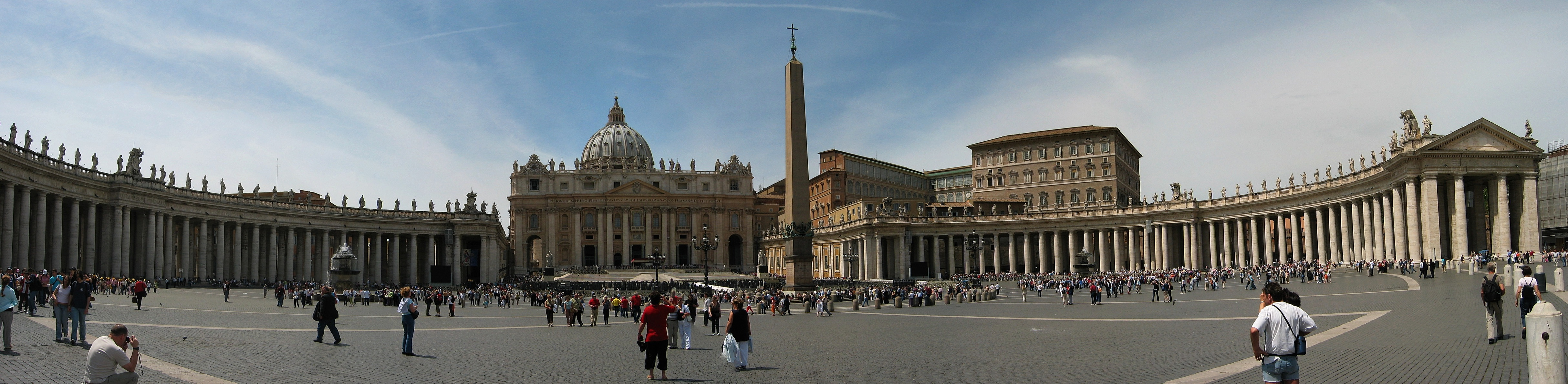
صورة بانورامية لساحة القديس بطرس كما تبدو من ميدان البابا بيوس الثاني عشر، ويظهر في الوسط مسلة كاليغولا التي يعلوها صليب يحتوي ذخائر من الصليب الحقيقي وفق التقليد المسيحي، كما تظهر نافورتا ماردينو وفونتانا على يمين ويسار المسلة، في حين أنّ الجدار الذي يعلوه 96 تمثالاً لقديسين وملائكة من تصميم جان لورينزو برنيني. ويظهر نحو اليمين القصر الرسولي، في حين تبدو واجهة كاتدرائية القديس بطرس في الخلفية.